# Георгиос Манусос
Георгиос Манусос (на гръцки: Γεώργιος Μανούσος) е гръцки архитект, автор на много сгради в град Солун от първата половина на XX век. Работи на свободна практика и участва в изграждането на видни сгради след пожара в Солун в 1917 година, който значително променя облика на града.

## Биография
Завършва Цариградското училище за изящни изкуства (днес Университет за изящни изкуства „Мимар Синан“) в 1905 година. След края на Първата световна война и размяната на населението в 1923 година, Манусос се заселва в Солун, където заедно с около десетина други архитекти бежанци в 1924 година създават Асоциацията на цариградските архитекти със седалище в Солун и президент Димитрис Караянакис. Големият пожар от август 1917 година и нарасналата нужда от реконструкция на града му позволяват да проектира много сгради в различни части от центъра на Солун през целия междувоенен период. Първоначално, в 20-те години на XX век, стилът на Манусос следва стандартите на времето, т.е. еклектика, докато от 30-те години на XX век възприема, както е общата тенденция на времето, елементи на модернизма и арт деко влияния. Георгиос Манусос заедно с Максимилиан Рубенс са може би най-продуктивните и активни архитекти от междувоенния период в Солун.
От документ от 1925 година се знае, че офисът му се намира на улица „Орвилос“ № 1, а от по-късен документ от 1935 година изглежда, че офисът му е преместен на Стоа „Ирис“ 15-16, на улица „Роготис“ № 3.
Сред известните постройки, проектирани от Манусос, са хотел „Атлантис“, кино „Македоникон“, Димитриадиевата къща, Ереревата къща и други.